# Töttös, Baranya
Töttös este un sat în districtul Bóly, județul Baranya, Ungaria, având o populație de 605 locuitori (2011). 

## Demografie
Componența etnică a satului Töttös
     Maghiari (83,66%)
     Germani (14,38%)
     Necunoscut (0,49%)
     Alții (1,47%)
Componența confesională a satului Töttös
     Reformați (3,47%)
     Fără religie (1,16%)
     Necunoscută (94,55%)
     Luterani (0,83%)
     Alte religii (0,99%)
Conform recensământului din 2011, satul Töttös avea 605 locuitori. Din punct de vedere etnic, majoritatea locuitorilor (83,66%) erau maghiari, cu o minoritate de germani (14,38%). Apartenența etnică nu este cunoscută în cazul a 0,49% din locuitori. Nu există o religie majoritară, locuitorii fiind reformați (3,47%) și persoane fără religie (1,16%). Pentru 94,55% din locuitori nu este cunoscută apartenența confesională.